# Вагиз Хидијатулин
Вагиз Назирович Хидијатулин (рус. Вагиз Назирович Хидиятуллин; 3. март 1959, Губаха) бивши је совјетски и руски фудбалер.

## Каријера
Дебитовао је 1976. године за Спартак из Москве, у којем је провео четири сезоне, одигравши 118 првенствених мечева. Већину времена које је провео у Спартаку, био је стандардни првотимац. За то време освојио је титулу првака СССР-а.
Почетком 1981. године позван је у војску и након тога почео је да игра за ЦСКА из Москве. Године 1982. доживео је тешку повреду, након чега је послат у Карпати Лавов.
Хидијатулин се 1986. вратио у московски Спартак, са којим је наредне сезоне освојио још једну титулу СССР-а.
Након успешног наступа на Европском првенству 1988, потписао је уговор са француском Тулузом, где је провео две успешне године. Клуб је напустио 1990. године, након чега је играо за француске нижелигаше Монтобан и Лабеж.
Вратио се 1994. године у Москву, потписавши уговор с Динамом, али због честих повреда убрзо је био приморан да прекине професионалну каријеру.
Био је члан омладинске репрезентације СССР-а, која је 1976. постала европски првак, а 1977. светски првак на омладинском првенству.
Дана 6. септембра 1978. дебитовао је на званичним утакмицама за репрезентацију СССР-а у пријатељској утакмици са Ираном, на којој је одмах постигао једини погодак на утакмици.
Године 1980. играо је за репрезентацију СССР-а на олимпијском турниру у фудбалу, које је одржано на домаћем терену у Москви, где је освојио бронзану медаљу.
Касније је био у саставу репрезентације на Светском купу 1982. у Шпанији, Европском првенству 1988. у Западној Немачкој, где је с екипом освојио сребро, као и на Светском купу 1990. у Италији.
Укупно, током каријере у репрезентацији, која је трајала 13 година, одиграо је 58 утакмица и постигао 6 голова.

## Успеси

### Клуб
- Првенство СССР: 1979, 1987.
- Куп Русије: 1994.

### Репрезентација
СССР
- Сребрна медаља Европско првенство 1988. у Западној Немачкој
- Бронзана медаља Олимпијске игре 1980. године у Москви